# 加賀房義印
加賀房 義印（かがのぼう ぎいん、生没年不詳）は、鎌倉時代の僧侶で、源頼家の側近。

## 略歴
蹴鞠の達人で、建仁2年（1202年）4月に将軍頼家の付き添いとして中原親能の屋敷で藤原清基、北条時連らと共に蹴鞠をした 。また建仁3年（1203年）3月に頼家に付き添い、北条時房、紀行景、大輔房源性らとともに興じた。